# El Cantante (álbum de Marc Anthony)
El Cantante é o álbum da trilha sonora do filme de mesmo nome, o sétimo em espanhol e o nono álbum de estúdio do cantor estadunidense Marc Anthony.

## Antecedentes
Marc Anthony interpreta o papel de Hector Lavoe em El Cantante, um filme que ele desejava e esperava fazer há muitos anos. Lavoe era conhecido e ainda é considerado um herói para os fãs de salsa, famoso pela arte de seus vocais e pela intensidade de seu ritmo, bem como seu envolvimento com o famoso músico Willie Colón durante o início dos anos 1970. Juntos eles abriram caminho para muitos outros artistas, incluindo Marc Anthony. O álbum não é apenas uma trilha sonora, mas um álbum tributo a Lavoe. As versões cover de Anthony de "Aguanile", "Che Che Colé", "Mi Gente" e "El Cantante" se tornaram sucessos no topo das paradas Latina da Billboard dos Estados Unidos. Anthony também trabalhou com Rubén Blades durante a produção do filme, assim como na trilha sonora. A décima faixa mostra Jennifer Lopez, esposa de Anthony no filme, cantando uma balada pop intitulada "Toma de Mí", composta pela cantora e compositora canadense Nelly Furtado. O álbum foi premiado como Melhor Álbum de Salsa no Grammy Latino de 2008 e Álbum Tropical do Ano no Latin Billboard Music Awards de 2008.

## Faixas
1. "El Cantante" (Rubén Blades) – 6:47
2. "Mi Gente" (Johnny Pacheco) – 3:52
3. "Escándalo" (Rafael Cárdenas Crespo; Rubén Fuentes) – 3:58
4. "Aguanilé" (Willie Colón; Hector Lavoe) – 5:15
5. "Che Che Colé" (Willie Colón) – 3:26
6. "El Día de Mi Suerte" (Willie Colón; Héctor Lavoe) – 5:19
7. "Qué Lío" (Willie Colón; Joe Cuba; Héctor Lavoe) – 4:24
8. "Quítate Tú" (Johnny Pacheco; Bobby Valentín) – 4:24
9. "Todo Tiene Su Final" (Willie Colón) – 4:56
10. "Toma de Mí" (Interpretado por Jennifer Lopez) (Nelly Furtado; Julio Reyes Copello) — 4:2

## Desempenho comercial
A trilha sonora estreou em primeiro lugar na parada Billboard Top Latin Albums e em 31º lugar na Billboard 200. Em sua segunda semana, ainda alcançou o número 1 no Top Latin Albums, mas recuou 2 posições para terminar no número 33 na Billboard 200. Ainda alcançou o pico no Top Latin Albums na terceira, quarta e quinta semanas e alcançou o número 32, 44 e 55 na Billboard 200.